# Carrer del Rec (Igualada)
El carrer del Rec d'Igualada (Anoia) és una obra inclosa en l'Inventari del Patrimoni Arquitectònic de Catalunya.

## Descripció

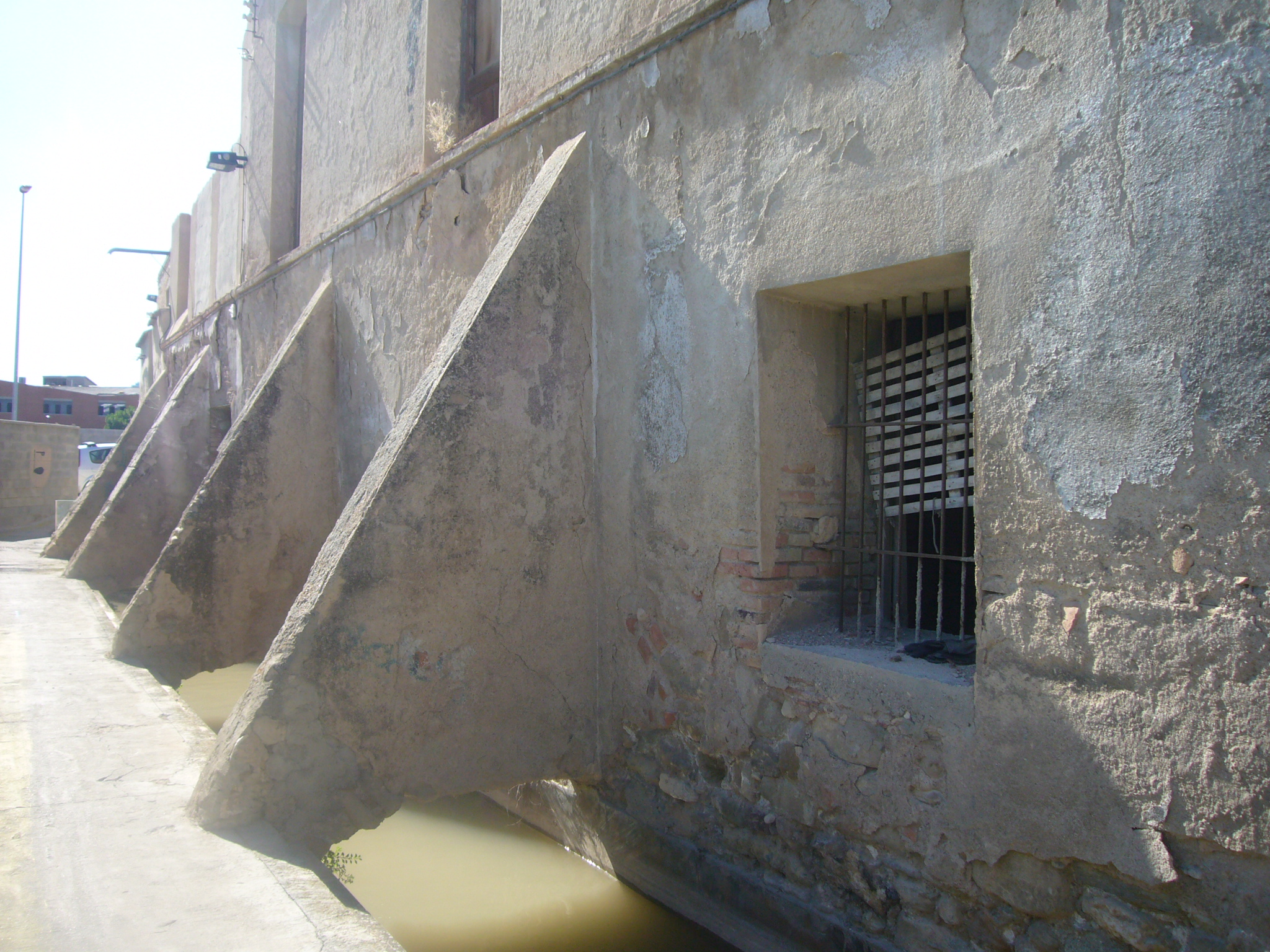
Contraforts de Cal Granotes sobre el Rec

Té l'estructura de carrer original i pròpia de la ciutat. Aquesta es basa simplement en l'edificació de les adoberies al costat mateix del Rec per aprofitar les aigües. Aquest fet sembla que ocasiona una inseguretat en les façanes, obligant a fer uns contraforts que, per poder deixar passar l'aigua, tenen un petit arc en la part inferior. L'altre cantó del Rec està format per horts encerclats i algun edifici més modern. És un carrer sense asfaltar construït amb pedra i argamassa.

## Història
Des del segle xii es conserven testimonis documentals de l'existència d'un rudimentari rec o séquia que canalitzava les aigües del riu Anoia cap al Molí de l'Abadia. Aquest molí l'any 1187 havia estat cedit al monestir de Sant Cugat del Vallès; probablement servia per moldre bona part de la producció cerealista de la rodalia de la població. Més tard, aquest va passar a ésser de la família noble dels Montbui, i després, del Compte de Plassència, segles XVII i xviii. En el moment en què la indústria adobera marxà de l'interior de la ciutat, feu el seu desplaçament en direcció al riu. És en aquest moment quan les adoberies es construeixen al llarg del rec a fi d'aprofitar les aigües, funcionalitat que encara té avui.